# Nesopupinae
Nesopupinae is een onderfamilie van weekdieren uit de klasse van de Gastropoda (slakken).

## Geslacht
- Pronesopupa Iredale, 1913